# Kiriakí Khristoforidi
Kiriakí Khristoforidi (1976) és una dramaturga i traductora grega. Llicenciada en Estudis teatrals per la Universitat d'Atenes i en filologia grega per la Universitat de Creta, ha realitzat el seu treball d'investigació (DEA) sobre el teatre espanyol a la Universitat de Barcelona. Imparteix conferències i cursos sobre història i teoria del teatre i el cinema. Ha publicat diversos textos, articles, crítiques, entrevistes i versions d'obres literàries per a l'escena a revistes de literatura, art i investigació (Anagnórisis, Cinephilia, Mandragoras Magazine, loinestable.com, Tabaquiera, Apantisis).